# حسين علي ثجيل
حسين علي ثجيل (1 يوليو 1958) هو لاعب كرة قدم عراقي دولي سابق، لعب مع منتخب العراق لكرة القدم في دورة الألعاب الآسيوية 1978.

## مسيرة كرة القدم
كانت بدايته مع الفرق الشعبية، ثم مثّل منتخب الناشئين في 1974. وفي عام 1977 انضم إلى نادي القوة الجوية واستدعي لتمثيل منتخب الشباب والمنتخب الوطني العراقي في بطولة كأس العرب في السعودية. شارك مع المنتخب الوطني في دورة الألعاب الآسيوية 1978. 